# NostàlgIA (cançó de FlowGPT)
NostalgIA és una cançó del productor xilè Maury Senpai amb el seu projecte FlowGPT. Co-Produïda juntament amb Max Borghetti, Edgar Estuardo Damián Sosa , Joan Heriberto Tejeda, i Cesar Santiago Díaz. La cançó utilitza les veus de Bad Bunny, Daddy Yankee i Justin Bieber generades per intel·ligència artificial i ha generat molta controvèrsia en convertir-se en viral en xarxes socials com TikTok, propiciant un debat sobre els drets d'autor.

## Viralització i controvèrsia
La cançó va ser publicada a xarxes socials el 4 d'octubre de 2023, però es va fer viral un mes després, al novembre, generant milers de reaccions de persones que la comparen positivament amb l'últim disc de Bad Bunny. Davant aquesta situació, el cantant porto-riqueny va reaccionar negativament a la cançó i va escriure en el seu canal de WhatsApp:
“Si a vosaltres us agrada aquesta merda de cançó que està viral en TikTok sortiu-vos d'aquest grup ara mateix. Vosaltres no mereixeu ser els meus amics, i per això mateix vaig fer el nou disc, per desfer-me'n de gent així. Així que chu chu, fora”.
La cançó va ser eliminada de Spotify, Apple Music i altres plataformes, pel que sembla a comanda de Bad Bunny, després d'acumular milions de visualitzacions. Per la seva banda, en un comunicat, Flow GPT va dir: 
Et veig una mica enfadat [dirigint-se a Bad Bunny], mai va ser la meva intenció que això passés… Soc un gran fan del teu treball, tant que el meu algoritme estima aprendre de les teves cançons.
Segons el productor xilè, fins i tot li va cedir els drets de la cançó a Bad Bunny perquè pogués cantar-la en viu, però el porto-riqueny es va negar i va preferir sol·licitar que el tema fos eliminat de totes les plataformes. En tot cas, Maury Senpai està conscient que el seu treball es mou en un espai pantanós en l'àmbit legal, perquè si bé la cançó la va compondre ell (inclosa la música i la lletra) es va valer de les veus d'altres cantants per a potenciar la seva difusió.
La cançó ha generat al voltant de 5 mil milions de visualitzacions a través de tots els vídeos que usen la cançó a la plataforma ja sigui la versió de Bad Bunny com la versió de Bad Gyal.
Bad Bunny no és el primer artista a mostrar el seu enuig davant aquestes eines. Drake i The Weeknd ja s'han pronunciat en contra d'aquestes eines tecnològiques, encara que altres artistes, com Grimes han vist una oportunitat. De fet, Grimes va publicar el seu propi software amb la seva veu, denominat Elf.Tech.